# Me suena a chino

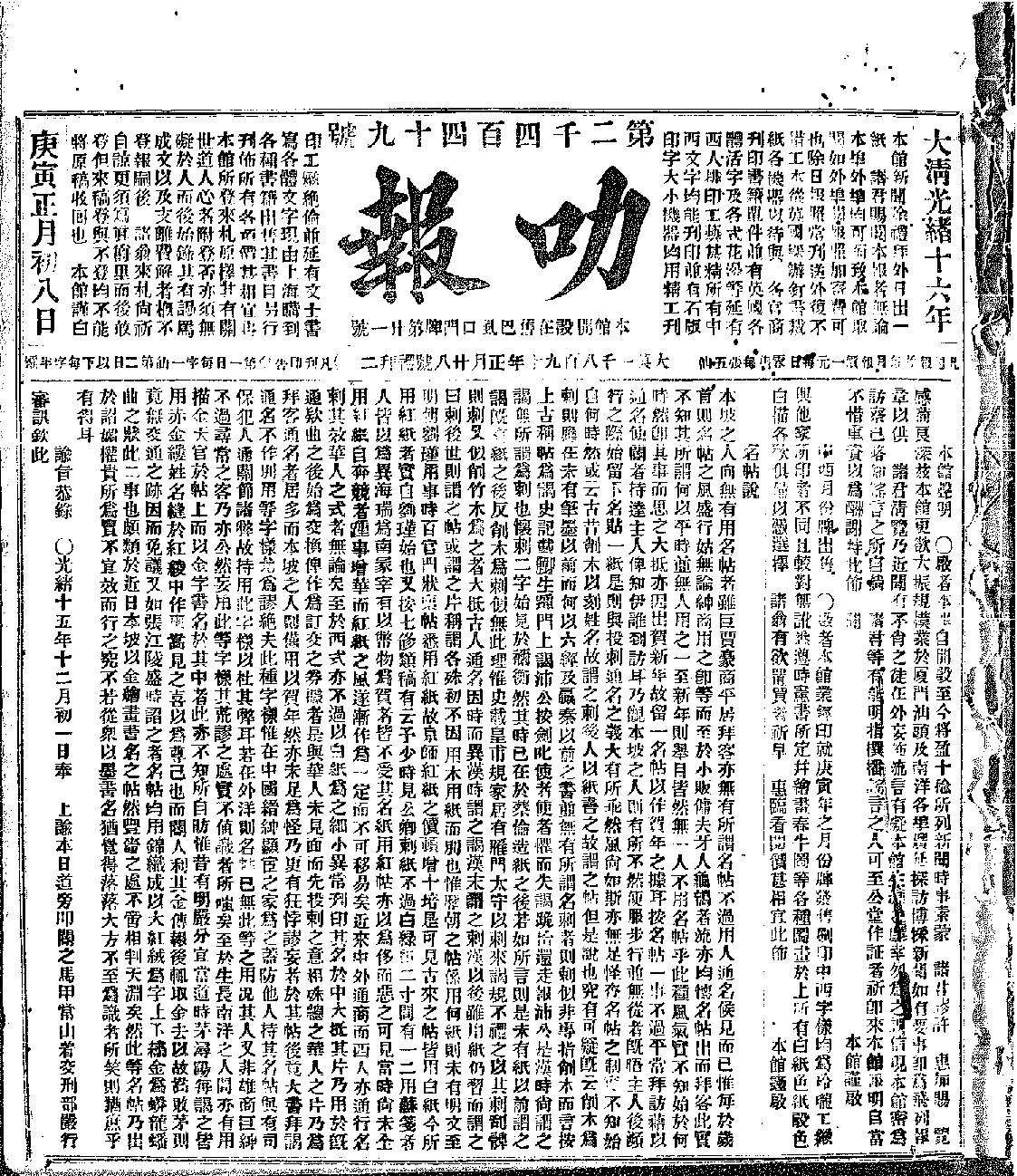
Portada del periódico Lat Pau del 28 de enero de 1890. En esta época, el periódico estaba escrito en chino clásico.

Me suena a chino es una expresión para referirse a que no se entiende algo que se te dice. Al ser una expresión, cada país tiene su equivalente.

## Versiones en otros idiomas
| Idioma         | Dicho                                                   | fonética                                                       | Idioma objeto                                                      |
| -------------- | ------------------------------------------------------- | -------------------------------------------------------------- | ------------------------------------------------------------------ |
| Alemán         | Das kommt mir Spanisch vor.                             |                                                                | Español                                                            |
| Alemán         | Das ist mir ein Böhmisches Dorf.                        |                                                                | Checo                                                              |
| Árabe          | . يتحدث باللغة الصينية                                  | Yataḥaddaṯ bil-luġat aṣ-Ṣīnīya jataħadːaθ bilːuɣat asˤːiːniːja | Chino                                                              |
| Árabe          | . يحكي كرشوني                                           | Yaḥkī Karšūnī jaħkiː karʃuːniː                                 | Garshuni (sistema de transcripción del árabe)                      |
| Bajo sajón     | Dat kümmt mi spaansch vör.                              | dat kymt miː spoːnʃ føɐ                                        | Español                                                            |
| Búlgaro        | Все едно ми говориш на китайски.                        | fse ed'nɔ mi gɔ'vɔriʃ na ki'tajski                             | Chino                                                              |
| Cantonés       | 呢啲喺雞腸呀。                                          | Nē dī hái gāi chèuhng ā.                                       | „Sonidos del intestino“, en relación al inglés                     |
| Catalán        | Com si parlessin xinès.                                 | kɔm si pər'les:in ʃi'nɛs                                       | Como si hablaran chino                                             |
| Cingalés       | Melo Huththak Therennae.                                |                                                                |                                                                    |
| Chabacano      | Alemán ese comigo.                                      |                                                                | Alemán                                                             |
| Chino mandarín | 听起来像鸟语。聽起來像鳥語。                            | Tīng qǐlái xiàng niǎoyǔ                                        | Canto de pájaro (fonología desconocida)                            |
| Chino mandarín | 看起来像火星文。看起來像火星文。                        | Kàn qǐlái xiàng huǒxīngwén                                     | Es idioma de marcianos.                                            |
| Chino mandarín | 看起来像天书。看起來像天書。                            | Kàn qǐlái xiàng tiānshū                                        | „Es un libro celestial.“ (se refiere a una escritura desconocida.) |
| Croata         | To su za mene španska sela.                             | ˈtô su za ˈměne ˈʂpǎːnska ˈsêla                                | Español                                                            |
| Danés          | Det rene volapyk.                                       | də renə volapʏk                                                | Volapük                                                            |
| Eslovaco       | To je pre mňa španielska dedina.                        | to je pre mnʲa ʃpanʲielska dʲedʲina                            | Español                                                            |
| Esloveno       | To mi je španska vas                                    | to mi je ʃpanska vas                                           | Español                                                            |
| Esperanto      | Tio estas Volapukaĵo.                                   | ˈtio ˈestas ˌvolapuˈkaʒo                                       | Volapük                                                            |
| Finés          | Täyttä hepreaa.                                         | tæytːæ hepreɑː                                                 | Hebreo                                                             |
| Francés        | C'est du chinois.                                       | sɛ dy ʃi.nwa                                                   | Chino                                                              |
| Griego         | Αυτά μου φαίνονται κινέζικα.                            | afˈta mu ˈfenonde kiˈnezika                                    | Chino                                                              |
| Hebreo         | זה סינית בשבילי                                         | ze sinit biʃvili                                               | Chino                                                              |
| Húngaro        | Ez nekem kínai.                                         | ɛz nɛkɛm kiːnɒɪ                                                | Chino                                                              |
| Inglés         | It's Double Dutch.                                      | ɪts ˈdʌb(ə)l dʌtʃ                                              | Neerlandés                                                         |
| Inglés         | That's Greek to me.                                     | ðæts griːk tʊ miː                                              | Griego                                                             |
| Islandés       | Mér kemur þetta spánskt fyrir sjónir.                   | mjεːr cʰεːmʏr θehta spaunstʰ fɪːrɪr sjouːnɪr                   | Español                                                            |
| Italiano       | Questo per me è arabo/aramaico/ostrogoto                | per'me ˈkkwesto ɛ ˈarabo/ara'maiko/ostro'gɔto                  | Árabe, Arameo, Ostrogodo                                           |
| Japonés        | ちんぷんかんぷん                                        | chimpun kampun                                                 | Chino                                                              |
| Jiddisch       | ס'איז תּרגום־לשון צו מיר                                 | sɪz targumloʃn tsu miɐ                                         | Arameo                                                             |
| Latín          | Graecum est; non legitur                                | 'graikum est non 'legitur                                      | Griego                                                             |
| Letón          | Tā man ir ķīniešu ābece                                 | taː man ir kiːnieʃu aːbetse                                    | Chino                                                              |
| Lituano        | Tai man kaip kinų kalba.                                | taɪ mɐn kaɪp kinuˑ kɐlba                                       | Chino                                                              |
| Neerlandés     | Dat is Chinees voor mij.                                | dat ɪs ʃineːs vɔr mɛi                                          | Chino                                                              |
| Noruego        | Det er helt gresk for meg.                              | də ær həlt greːsk for mɛi                                      | Griego                                                             |
| Persa/farsi    | انگار ژاپنی حرف می زنه                                  | ɛŋɔˈriː dɑrɛ ˈʒaponiː ħærf mɪ‿zænɛː                            | Japonés                                                            |
| Polaco         | To dla mnie chińszczyzna.                               | to dla mɲe xʲiɲʃtʃɪzna                                         | Chino                                                              |
| Portugués      | Isto é chinês/grego para mim.                           | istu ɛ ʃines pɐrɐ mĩ                                           | Chino, Griego                                                      |
| Rumano         | Eşti Turc?                                              | əʃti ˈt̪yɾk                                                     | Turco                                                              |
| Ruso           | Это для меня китайская грамота.                         | ˈɛtə dlʲa meˈɲa kɪˈtaɪskəjə ˈgramətə                           | Chino                                                              |
| Serbio         | То су за мене шпанска села. To su za mene španska sela. | to su za mɛnɛ ʃpaŋska sɛla                                     | Español                                                            |
| Serbio         | Ко да кинески причаш. Ko da kineski pričaš.             |                                                                | Chino                                                              |
| Sueco          | Det är rena grekiskan.                                  | de æ reːnɑ greːkɪskɑn                                          | Griego                                                             |
| Checo          | To je pro mě španělská vesnice.                         |                                                                | Español                                                            |
| Turco          | Konuya Fransız kaldım                                   | konuja fɾansɯz kaldɯm                                          | Francés                                                            |
| Ucraniano      | Це для мене китайська грамота.                          | tsɛ dlʲɐ 'mɛne kɪ'tɑjsʲkɐ 'ɦrɑmo̞tɐ                             | Chino                                                              |